# Діл (Меріленд)
Діл (англ. Deale) — переписна місцевість (CDP) в США, в окрузі Енн-Арундел штату Меріленд. Населення — 4943 особи (2020).

## Географія
Діл розташований за координатами 38°47′13″ пн. ш. 76°32′38″ зх. д. / 38.78694° пн. ш. 76.54389° зх. д. (38.787041, -76.543833).  За даними Бюро перепису населення США в 2010 році переписна місцевість мала площу 15,38 км², з яких 13,69 км² — суходіл та 1,69 км² — водойми.

## Демографія
Згідно з переписом 2010 року, у переписній місцевості мешкало 4945 осіб у 1951 домогосподарстві у складі 1370 родин. Густота населення становила 321 особа/км².  Було 2171 помешкання (141/км²).
Расовий склад населення:
| - 90,5 % — білих - 6,1 % — чорних або афроамериканців - 0,8 % — азіатів - 0,4 % — корінних американців - 0,1 % — вихідців з тихоокеанських островів |

До двох чи більше рас належало 1,5 %. Частка іспаномовних становила 3,1 % від усіх жителів.
За віковим діапазоном населення розподілялося таким чином: 21,5 % — особи молодші 18 років, 65,6 % — особи у віці 18—64 років, 12,9 % — особи у віці 65 років та старші. Медіана віку мешканця становила 44,2 року. На 100 осіб жіночої статі у переписній місцевості припадало 97,9 чоловіків;  на 100 жінок у віці від 18 років та старших — 98,6 чоловіків також старших 18 років.
Середній дохід на одне домашнє господарство  становив 120 511 долар США (медіана — 99 761), а середній дохід на одну сім'ю — 133 679 доларів (медіана — 109 107). Медіана доходів становила 66 563 долари для чоловіків та 56 635 доларів для жінок. За межею бідності перебувало 7,6 % осіб, у тому числі 16,2 % дітей у віці до 18 років та 0,1 % осіб у віці 65 років та старших.
Цивільне працевлаштоване населення становило 2973 особи. Основні галузі зайнятості: освіта, охорона здоров'я та соціальна допомога — 18,6 %, публічна адміністрація — 13,6 %, науковці, спеціалісти, менеджери — 13,1 %.